# Stolpen
Stolpen település Németországban, azon belül Szászország tartományban. Lakosainak száma 5540 fő (2023. december 31.). A drezdaiak kedvelt kirándulóhelye.

## Fekvése
Drezdától keletre kb. 30 km-re található.

## Története
Már 950-ben épült itt egy vár a kereskedőút védelmére. A 12. században itt húzódott a határ a meisseni és a vend vidék között. A meisseni püspökök építették ki a határvárat. Stolpen 340 éven keresztül püspöki birtok volt, amíg Ágost szász választófejedelem 1459-ben meg nem szerezte magának egy területcsere útján.

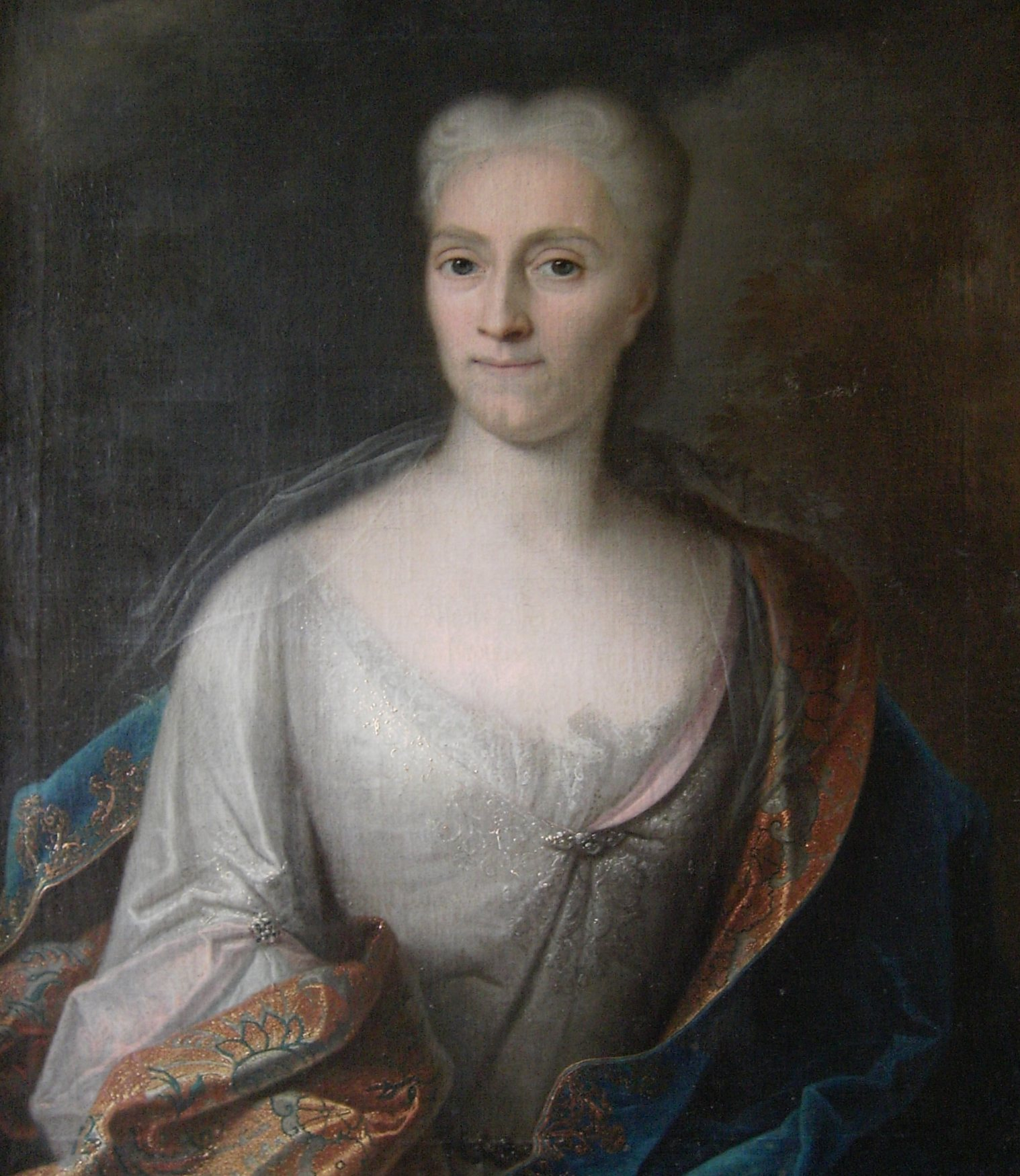
Augusta Constanza von Cosel arcképe

A  18. században itt raboskodott 1716 és 1738 között Erős Ágost szász választófejedelem kitaszított kegyencnője, Cosel grófnő, aki ezután is itt élt, immár önszántából, 1765-ben bekövetkezett haláláig.

## Nevezetességei

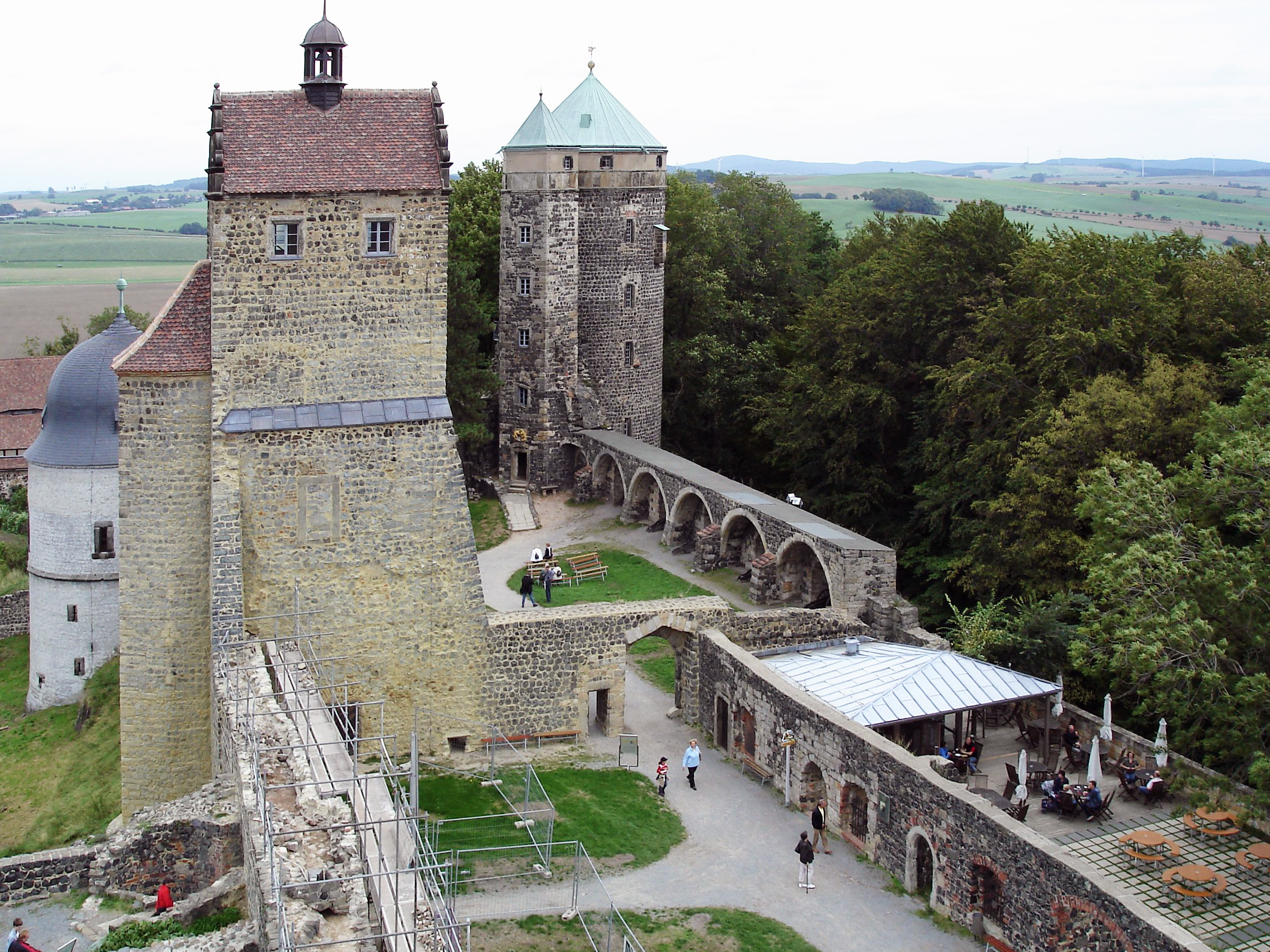
A stolpeni vár

## Népesség
A település népességének változása:
| - kb. 1330 – 500 - kb. 1550 – 725 - 1799 – 706* - 1834 – 1220 - 1871 – 1383 - 1890 – 1401 - 1910 – 1741 - 1925 – 1833 - 1950 – 2913 | - 1950 – 2913 - 1964 – 2705 - 1970 – 2549 - 1990 – 5890 - 1998 – 6217 - 2004 – 6196 - 2007 – 5988 - 2010 – 5793 - 2013 – 5648 | - 2014 – 5691 - 2015 – 5679 |